# Kokuban
Kokuban is een restaurant met een bib gourmand in het centrum van Brussel.

## Geschiedenis
Kokuban werd midden 2010 geopend. "Kokuban" betekent "zwarte tafel". Het heeft een Japanse keuken en werd opgericht door twee associés. De ene, Michael Fisher, heeft zowel de Britse als de Japanse nationaliteit. Na een rondreis van de twee door Japan opende het restaurant. Het restaurant serveert als voorgerecht een soort van Japanse tapas; de hoofdgerechten zijn voornamelijk noedelgerechten.
De inrichting van het restaurant is modern sober, met houten tafels en dito krukken; er is een comptoir voor mensen die alleen komen eten. Er staat ook een heel grote tafel voor circa 20 personen waar ook verschillende gezelschappen aan kunnen schuiven.

## Waarderingen
In de Michelingids voor 2013 ontving het op 19 november 2012 een zogenaamde "bib gourmand", hetgeen betekent dat het volgens Michelin een restaurant is dat een prima maaltijd serveert onder de € 36 in Brussel.